# Yael Dayan
Pour les articles homonymes, voir Dayan.
Yael Dayan (en hébreu : יעל דיין), née le 12 février 1939 à Nahalal en Palestine mandataire et morte le 18 mai 2024 à Tel Aviv, est une écrivaine et femme politique israélienne. Elle est la fille du général et homme politique Moshe Dayan.

## Biographie
Yael Dayan naît en 1939 à Nahalal en Palestine mandataire, dans le « moshav » fondé par son grand-père Shmuel Dayan. Elle est l'aînée des trois enfants de Moshe Dayan, militaire et homme politique, et de sa première épouse l'activiste sociale Ruth Dayan (en). Elle est la sœur du cinéaste Assi Dayan. Elle épouse Dov Sion (he), porte-parole de Tsahal, le couple a deux enfants. Elle est également la nièce du président Ezer Weizman qui a épousé sa tante maternelle, Reuma Weizmann. Elle participe en tant que soldat à la guerre des Six Jours en 1967.

### Carrière littéraire
Yael Dayan s'est d'abord fait un nom comme écrivaine et journaliste. Elle a publié cinq romans dont des mémoires de la guerre des Six Jours, mais aussi une biographie de son père, My Father, His Daughter.

### Carrière politique

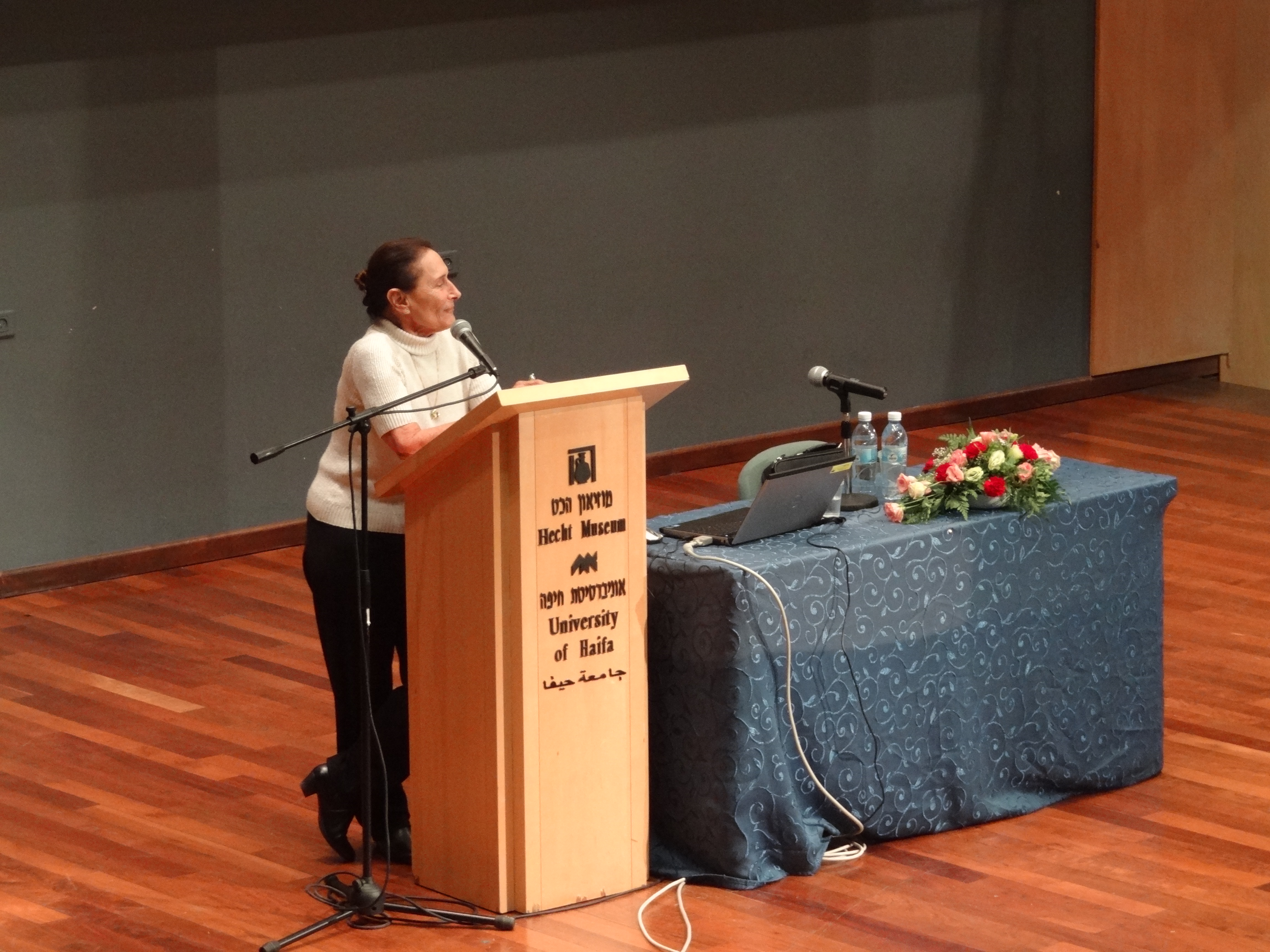
Yael Dayan à l'université de Haïfa en 2014.

Elle rejoint le parti travailliste à la fin des années 1980. Elle est candidate non élue aux élections législatives de 1988, mais est élue en 1992 à la Knesset, puis réélue en 1996 et 1999. Elle est une défenseure des droits des femmes et des droits des homosexuels. Elle critique également l'occupation des territoires palestiniens. Elle rencontre secrètement Yasser Arafat à Tunis en 1993. Elle ne se représente pas en 2003. Elle est ensuite adjointe au maire de Tel Aviv de 2003 à 2013.

### Mort
Yael Dayan meurt le 18 mai 2024 à l'âge de 85 ans, à Tel Aviv.

## Publications
- 1959 : New face in the mirror B-000-0DWWU-2
- 1961 : Heureux ceux qui ont peur B-000-0DOJD-6
- 1961 :The Promised Land: Memoirs of Shmuel Dayan
- 1963 : Dust
- 1964 : Fille d'Israël B-000-0DMME-O
- 1967 :  Soldier's Diary (connu aussi sous le nom : Israel Journal: June 1967  (ISBN 0-297-76291-5)
- 1967 : Si la mort avait deux fils  (ISBN 2-221-02063-4)
- 1979 : Three Weeks in October  (ISBN 0-385-28931-6)
- 1985 : My Father, His Daughter  (ISBN 0-297-78592-3)
- 1992 : Lieutenant au Sinaï  (ISBN 2-221-02062-6) ou Éditions J'ai lu, L'Aventure aujourd'hui no A237